# 武器人民委员部
武器人民委员部 (Народный комиссариат вооружения)是苏德战争时期前后的一个政府部门，隶属于苏联人民委员会。负责苏联军事武器的生产研发。

## 历史
1939年1月11日，国防工业人民委员部被拆分，设立了武器人民委员部。辖28家生产厂，8家设计局，员工204,458人。
1944年6月3日，第三中央设计局在莫斯科州克里莫夫斯克成立，这是子弹工业首家设计机构，研发子弹生产自动化装备。
1946年7月改名为苏联武器部(Министерство вооружения СССР – МВ)。1953年3月15日，与航空工业部合并为国防工业部。

## 部机关
驻地莫斯科市高尔基大街85号，即现在的特维尔大街。

## 历任人民委员
- 鲍里斯·利沃维奇·万尼科夫(1939年1月11日-1941年6月9日)
- 德米特里·费奥多罗维奇·乌斯季诺夫(1941年6月9日-1953年3月15日)